# Sylvilagus robustus
Sylvilagus robustus — один из видов американских кроликов, эндемичный для четырёх горных хребтов на юго-западе США и в соседней Мексике.

## Таксономия и описание
На протяжении долгого времени считался подвидом флоридского кролика (S. floridanus), но недавно был повышен до уровня вида на основании результатов морфологического анализа. Генетические данные подтвердили уникальность Sylvilagus robustus. Sylvilagus robustus и различные подвиды S. floridanus различаются прежде всего по размерам, особенностям строения зубов и черепа.
Длина тела этого вида в среднем 42 см и вес от 1,3 до 1,8 кг. Распространение этого вида ограничено сухими, поросшими кустарником горами на высотах более 1500 метров. Несмотря на редкость Sylvilagus robustus, в настоящее время ни одно из правительственных учреждений не обеспечивает охрану или включение в краснокнижный список этого вида.

## Ареал
В историческое время этот вид был известен как эндемик четырёх горных хребтов. В Техасе он обитал в горах Гуадалупе-Маунтинс, горах Дэвис-Маунтинс и горах Чисос-Маунтинс. В штате Нью-Мексико был обнаружен в Гуадалупе-Маунтинс. И в мексиканском штате Коауила этот вид был известен из Сьерра-де-ла-Мадера. Предполагают, что популяции в горах Чисос-Маунтинс и Гуадалупе-Маунтинс были истреблены.